# Shigechiyo Izumi
Shigechiyo Izumi (japonês: 泉 重千代  Izumi Shigechiyo, Tokunoshima, 29 de junho de 1865 (?) ou 1880 – 21 de fevereiro de 1986) terá sido, embora tal fato esteja sem confirmação, a pessoa mais velha do mundo após a morte de Niwa Kawamoto, e o homem que terá vivido mais tempo. A verificar-se a sua data de nascimento, apenas é ultrapassado pela longevidade da francesa Jeanne Calment.
Izumi tem o recorde de mais longa carreira laboral, atingindo os 98 anos de trabalho. O seu nome surge no censo de 1871 como tendo seis anos de idade. Todavia, existem suposições de que se trata de um caso de necronímia, ou seja, Shigechiyo Izumi terá nascido após o falecimento de um irmão homónimo. Surge atualmente como mais provável ano de nascimento o ano de 1880.  Não se sabe ao certo se faleceu aos 120 anos e 237 dias ou 105 anos e 237 dias, já que não há um consenso sobre sua  data de nascimento. Se assim for, Shigechiyo Izumi terá falecido com cerca de 105 anos de idade, não atingindo sequer o status de supercentenário. Sucedeu-lhe no título Mamie Eva Keith, de 112 anos de idade.
Sua esposa, Miya Tadashi Izumi (1866-1956), morreu aos 90 anos de idade, em 1956 (como tiveram uma criança em 1924, quando Miya teria 58 anos, sua idade reivindicada está sujeita a dúvidas).
Outro motivo que gera dúvidas relacionadas à sua data de nascimento é que seu primeiro censo foi em 1871.